# Дезерт Вју Хајландс (Калифорнија)
Дезерт Вју Хајландс (енгл. Desert View Highlands) насељено је место без административног статуса у америчкој савезној држави Калифорнија.

## Демографија
По попису из 2010. године број становника је 2.360, што је 23 (1,0%) становника више него 2000. године.
| Група             | 2000.         | 2010.         |
| Белци             | 1.207 (51,6%) | 787 (33,3%)   |
| Афроамериканци    | 137 (5,9%)    | 182 (7,7%)    |
| Азијати           | 52 (2,2%)     | 50 (2,1%)     |
| Хиспаноамериканци | 860 (36,8%)   | 1.253 (53,1%) |
| Укупно            | 2.337         | 2.360         |